# Isegama
Isegama  (лат.) — род ос-блестянок из подсемейства Amiseginae. 3 вида.

## Распространение
Южная Азия.

## Описание
Мелкие осы-блестянки. Затылочный киль развит, щёчные бороздки заметные. Мезоплеврон с бороздками. Пронотум примерно равен длине скутума. Проподеум округлый. Самцы и самки крылатые. Коготки лапок зубчатые. Паразитоиды. Таксон был впервые описан в 1983 году американским гименоптерологом Карлом Кромбейном (Karl V. Krombein; Department of Entomology, National Museum of Natural History, Smithsonian Institution, Вашингтон, США).

## Систематика
3 вида.
- Isegama aridula (Krombein, 1980) — Шри-Ланка
- Isegama malaysiana Kimsey, 1986 — Малайзия
- Isegama meaculpa Krombein, 1983 — Шри-Ланка